# Estércio Marquez Cunha
Estercio Marquez Cunha (Goiatuba, 1941) é um compositor brasileiro de música erudita.
Ligado profissionalmente à Universidade Federal de Goiás, possui obras representativas para diversos gêneros e formações instrumentais, incluindo peças para instrumento solo, câmara, coro, orquestra e música-teatro.

## Vida
Passou a infância e a adolescência em Goiânia, onde iniciou seus estudos de música com a pianista Amélia Brandão. Mais tarde ingressou no Conservatório Goiano de Música, na classe de piano de Dalva Maria Pires Machado Bragança.
Transferindo-se para o Rio de Janeiro, ingressou no Conservatório Brasileiro de Música, passando a estudar com Elzira Amábile. Durante o curso, foi monitor e assistente de Teoria Musical. Diplomado, lecionou Teoria Musical no Curso Técnico Profissional do CBM, entre 1962 e 1967. Neste mesmo período lecionou também música nas escolas de primeiro e segundo graus do então Estado da Guanabara.
A partir de 1967, voltou à Goiânia, onde foi professor do Conservatório Goiano de Música, da Universidade Federal de Goiás, lecionando nas cadeiras de Harmonia, Contraponto e Fuga. Ainda em Goiânia, foi um dos fundadores da escola MVSIKA!, dedicada ao ensino das artes integradas.
Durante a década de 1970 lecionou também na Faculdade de Artes da Universidade Federal de Uberlândia. Doutorou-se em Composição nos Estados Unidos, na Universidade de Oklahoma, em 1982. De volta a UFG, aposentou-se com professor em 1995. Desde então, dedica-se a compor e a dar aulas de Composição.

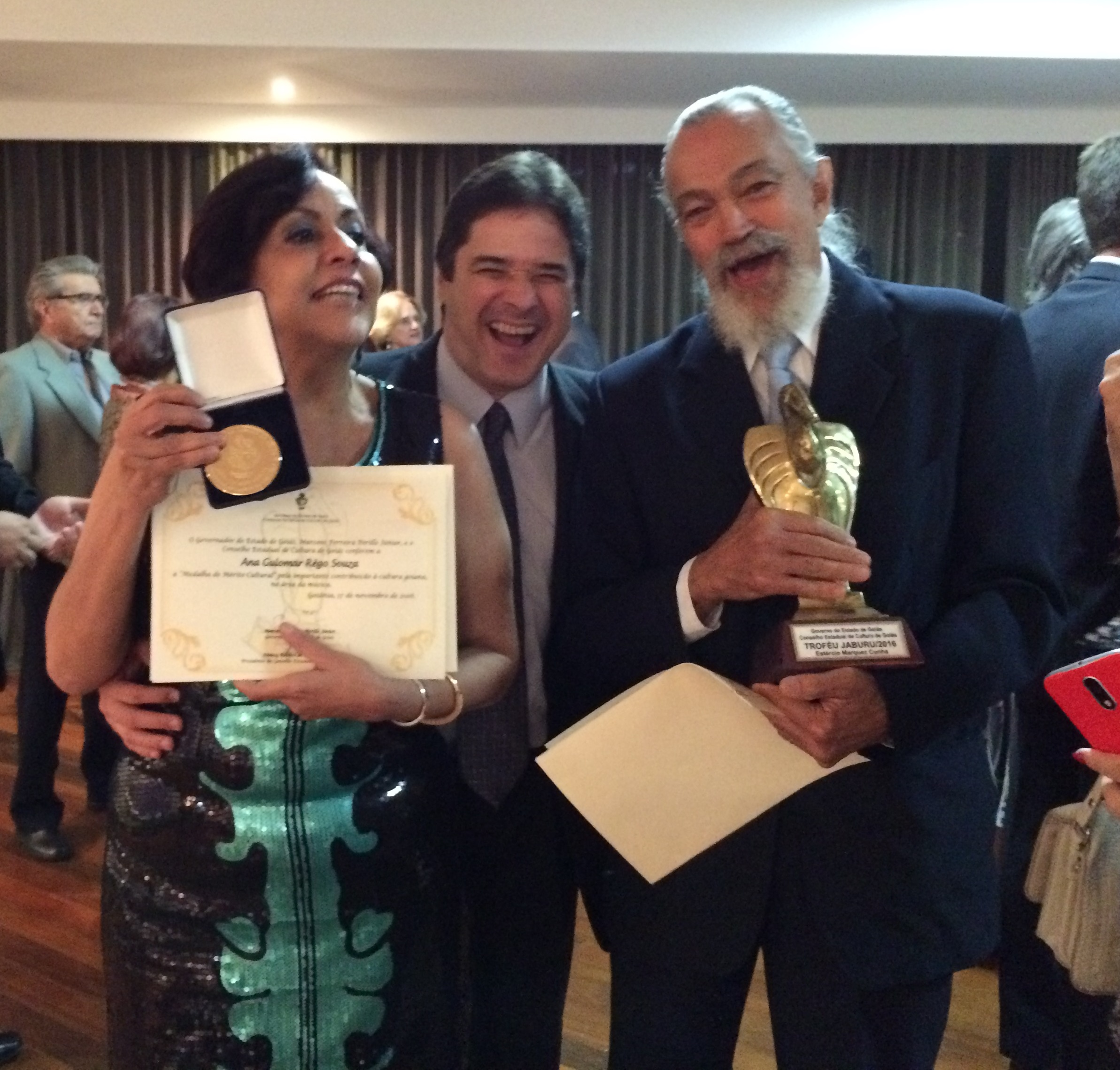
Ana Guiomar, Othaniel Alcântara e Estercio Marquez Cunha

## Obras pianísticas[1]
- Música para Piano (série de 1 a 54) (1960 a 2001) - nºs 51, 52 e 54 Piano para quatro mãos
- Tema com Variações (1966)
- Duas variações sobre um tema de Virgínia Fiusa (1966)
- Variações sobre um tema goiano - 1966
- Variações sobre um tema de Jurema Marquez e Moraes (1988)
- Suíte Brasileira (Prelúdio, Côco, Toada e Congada) (1966)
- Suíte Clássica (Allemanda, Sarabanda, Minueto e Giga) (1966)
- Sonata (Alegreto, Andante e Rondó) (1967)
- Brincadeiras no Piano (1983)
- Seis pequenas peças para piano (1985)
- Música para Piano e Orquestra (1973)

## Música de câmara
- Sonata para piano e violino nº1 (1967)
- Música para piano e violino nº2 (1971)
- Música para piano e violino nº3 (2000)
- Música para flauta, violino e piano (1985)
- Música para flauta, violino e cravo (2002
- Música para violino solo (2008)
- Dueto para violinos nº1 (1986)
- Música para violino e contrabaixo (2003)
- Música para violino e clarineta (1990)
- Três movimentos para violino e violão (1990)
- Trio para violino e dois violões (2010)
- Quarteto para cordas nº3 (1971)
- Quarteto para cordas nº4 (1986)
- Quarteto para cordas nº5 (1989)
- Quinteto para cordas (1976)
- Música para duas flautas e violoncelo (1995)
- Música para flauta e violão (1996)
- Música para soprano, flauta e violão nº1 (1976)
- Música para soprano, flauta e violão nº2 (1984)
- Música para soprano, flauta e violão nº3 (1985)
- Quase um silêncio (1993) - voz masculina, flauta e piano
- Quase silêncio (1994) - 3 flautas, 2 clarinetas, fagote, violino e piano
- Música para flauta e piano (1984)
- Música para flauta, violoncelo e piano (1982)
- Variações (1986) - 2 flautas doces, viola da gamba e cravo
- Sonora I (1990) - quarteto de flautas
- Choro - quarteto de flautas
- Elegia (1995) - quarteto de flautas
- Variações sobre dor de solidão maior (1993) - 4 vozes, clarineta e piano
- Suiternaglia (1993) - violão
- Três peças para quarteto de flautas (1995)
- Cantares para versos de F. Pessoa (1988) - voz, piano texto: Fernando Pessoa
- Quatro estações (1990) - voz e piano

## Música orquestral
- MOVIMENTO PARA CORDAS 1983 - orquestra
- MOVIMENTO PARA SOPRO E PERCUSSÃO 1993 - orquestra
- CONCERTINO PARA VIOLÃO E ORQUESTRA (1996)

## Outras obras
- NATAL 1984 - flauta I-II, violão, coro, atores
- LÍRICA INFANTIL
- MÚSICA PARA CORO E PERCUSSÃO 1979 -coro, percussão

## Publicações
- Cunha,  Estercio Marquez. Música para violino 2: Solo, Duos e Trios / Estercio Marquez Cunha; editado [por] Othaniel Pereira de Alcântara Júnior, Wolney Alfredo Arruda Unes; colaboradores Anderson Rocha, Juliano Lima, Luciano Ferreira Pontes, Johnson Machado, Rodrigo Carvalho. - Goiânia : Elysium, 2015. 60 p.
- Cunha,  Estercio Marquez. Música para violino 1: Música de Câmara com teclado / Estercio Marquez Cunha; editado [por Othaniel Pereira de Alcântara Júnior, Wolney Alfredo Arruda Unes; colaboradores Gustavo Alfaix, Paulo César Guicheney Nunes. - Goiânia : Instituto Casa Brasil de Cultura, 2010. 60 p. + partituras.]
- Cunha,  Estércio Marquez. Música de Câmera para Flauta  / Estércio Marquez Cunha; organizado por Wolney Alfredo Arruda Unes, Sérgio Azra Barrenechea - Goiânia : Ed. da UFG, 1997. 109 p. + partituras.